# Patrick Côté
Patrick Côté (Rimouski, 29 de fevereiro de 1980) é um ex lutador franco-canadense de artes marciais mistas. Ele competia na categoria dos médios do Ultimate Fighting Championship, onde chegou a disputar o cinturão contra o brasileiro Anderson Silva, porém se contundiu durante a luta, o que resultou na vitória do adversário.

## Carreira no MMA

### Ultimate Fighting Championship
Côté fez sua estreia no UFC 50 contra o veterano Tito Ortiz. Côté perdeu por decisão unânime.
Em suas duas lutas seguintes, Côté obteve mais dois revéses para Joe Doerksen e Chris Leben respectivamente em 2005. Com o cartel de 0-3 na promoção, Côté foi desligado do UFC, voltando apenas no ano seguinte para participar do The Ultimate Fighter 4: The Comeback, uma versão diferente das outras temporadas, pois essa edição contaria com lutadores que já participaram de eventos do UFC, porém não obtiveram nenhum título.

## Cartel no MMA
| Cartel no MMA       |             |             |
| 34 lutas            | 23 vitórias | 11 derrotas |
| Por nocaute         | 10          | 2           |
| Por finalização     | 3           | 3           |
| Por decisão         | 9           | 6           |
| Por desqualificação | 1           | 0           |

| Res.    | Cartel | Oponente           | Método                                | Evento                                  | Data       | Round | Tempo | Local                           | Notas                                          |
| ------- | ------ | ------------------ | ------------------------------------- | --------------------------------------- | ---------- | ----- | ----- | ------------------------------- | ---------------------------------------------- |
| Derrota | 23-11  | Thiago Alves       | Decisão (unânime)                     | UFC 210: Cormier vs. Johnson II         | 08/04/2017 | 3     | 5:00  | Buffalo, New York               | Anunciou a aposentadoria.                      |
| Derrota | 23-10  | Donald Cerrone     | Nocaute Técnico (socos)               | UFC Fight Night: MacDonald vs. Thompson | 18/06/2016 | 3     | 2:35  | Ottawa, Ontario                 |                                                |
| Vitória | 23-9   | Ben Saunders       | Nocaute Técnico (socos)               | UFC Fight Night: Dillashaw vs. Cruz     | 17/01/2016 | 2     | 1:14  | Boston, Massachusetts           |                                                |
| Vitória | 22-9   | Josh Burkman       | Nocaute Técnico (socos e cotoveladas) | UFC Fight Night: Holloway vs. Oliveira  | 23/08/2015 | 3     | 1:26  | Saskatoon, Saskatchewan         | Luta da Noite.                                 |
| Vitória | 21-9   | Joe Riggs          | Decisão (unânime)                     | UFC 186: Johnson vs. Horiguchi          | 25/04/2015 | 3     | 5:00  | Montreal, Quebec                |                                                |
| Derrota | 20-9   | Stephen Thompson   | Decisão (unânime)                     | UFC 178: Johnson vs. Cariaso            | 27/09/2014 | 3     | 5:00  | Las Vegas, Nevada               |                                                |
| Vitória | 20-8   | Kyle Noke          | Decisão (unânime)                     | UFC Fight Night: Bisping vs. Kennedy    | 16/04/2014 | 3     | 5:00  | Quebec City, Quebec             |                                                |
| Vitória | 19-8   | Bobby Voelker      | Decisão (unânime)                     | UFC 158: St. Pierre vs. Diaz            | 16/03/2013 | 3     | 5:00  | Montreal, Quebec                | Estreia nos Meio-Médios                        |
| Vitória | 18-8   | Alessio Sakara     | Desqualificação (socos na nuca)       | UFC 154: St. Pierre vs. Condit          | 17/11/2012 | 1     | 1:26  | Montreal, Quebec                |                                                |
| Derrota | 17-8   | Cung Le            | Decisão (unânime)                     | UFC 148: Silva vs. Sonnen II            | 07/07/2012 | 3     | 5:00  | Las Vegas, Nevada               |                                                |
| Vitória | 17–7   | Gustavo Machado    | Nocaute (socos)                       | AFC 2                                   | 31/03/2012 | 1     | 2:44  | Manaus                          |                                                |
| Vitória | 16–7   | Crafton Wallace    | Nocaute Técnico (lesão no joelho)     | IMMA 1                                  | 07/10/2011 | 1     | 1:36  | Boisbriand, Quebec              |                                                |
| Vitória | 15–7   | Todd Brown         | Decisão (unânime)                     | RMMA 11                                 | 04/06/2011 | 3     | 5:00  | Quebec City, Quebec             | Peso Casado 190 lbs.                           |
| Vitória | 14–7   | Kalib Starnes      | Decisão (unânime)                     | RMMA 10                                 | 09/04/2011 | 3     | 5:00  | Montreal, Quebec                |                                                |
| Derrota | 13–7   | Tom Lawlor         | Decisão (unânime)                     | UFC 121: Lesnar vs. Velasquez           | 23/10/2010 | 3     | 5:00  | Anaheim, Califórnia             |                                                |
| Derrota | 13-6   | Alan Belcher       | Finalização (mata-leão)               | UFC 113: Machida vs. Shogun II          | 08/05/2010 | 2     | 3:25  | Montreal, Quebec                |                                                |
| Derrota | 13-5   | Anderson Silva     | Nocaute Técnico (lesão no joelho)     | UFC 90: Silva vs Côté                   | 25/10/2008 | 3     | 0:39  | Rosemont, Illinois              | Pelo Cinturão Peso Médio do UFC.               |
| Vitória | 13-4   | Ricardo Almeida    | Decisão (dividida)                    | UFC 86: Jackson vs. Griffin             | 05/07/2008 | 3     | 5:00  | Las Vegas, Nevada               |                                                |
| Vitória | 12–4   | Drew McFedries     | Nocaute Técnico (socos)               | UFC Fight Night: Swick vs. Burkman      | 23/01/2008 | 1     | 1:44  | Las Vegas, Nevada               | Nocaute da Noite.                              |
| Vitória | 11–4   | Kendall Grove      | Nocaute Técnico (socos)               | UFC 74: Respect                         | 25/08/2007 | 1     | 4:45  | Las Vegas, Nevada               | Nocaute da Noite.                              |
| Vitória | 10–4   | Jason Day          | Finalização (socos)                   | TKO 29                                  | 01/06/2007 | 1     | 4:05  | Montreal, Quebec                |                                                |
| Vitória | 9–4    | Scott Smith        | Decisão (unânime)                     | UFC 67: All or Nothing                  | 03/02/2007 | 3     | 5:00  | Las Vegas, Nevada               |                                                |
| Derrota | 8–4    | Travis Lutter      | Finalização (chave de braço)          | The Ultimate Fighter 4 Finale           | 11/11/2006 | 1     | 2:18  | Las Vegas, Nevada               | Final do The Ultimate Fighter 4 no Peso Médio. |
| Vitória | 8–3    | Jason MacDonald    | Finalização (mata-leão)               | MFC 9                                   | 10/03/2006 | 5     | 3:35  | Edmonton, Alberta               |                                                |
| Vitória | 7–3    | Bill Mahood        | Finalização (guilhotina)              | KOTC                                    | 11/02/2006 | 2     | 2:42  | Prince George, British Columbia |                                                |
| Derrota | 6–3    | Chris Leben        | Decisão (dividida)                    | UFC Ultimate Fight Night                | 06/08/2005 | 3     | 5:00  | Las Vegas, Nevada               |                                                |
| Derrota | 6–2    | Joe Doerksen       | Finalização (mata-leão)               | UFC 52: Couture vs. Liddell II          | 16/04/2005 | 3     | 2:35  | Las Vegas, Nevada               | Luta no Peso Médio.                            |
| Vitória | 6–1    | Ricardeau Francois | Decisão (dividida)                    | TKO 19                                  | 29/01/2005 | 3     | 5:00  | Montreal, Quebec                |                                                |
| Derrota | 5–1    | Tito Ortiz         | Decisão (unânime)                     | UFC 50: The War of '04                  | 22/10/2004 | 3     | 5:00  | Atlantic City, New Jersey       | Estréia no UFC.                                |
| Vitória | 5–0    | Bill Mahood        | Nocaute (soco)                        | TKO 16                                  | 22/05/2004 | 1     | 0:21  | Quebec City, Quebec             |                                                |
| Vitória | 4–0    | Steve Vigneault    | Nocaute (soco)                        | TKO 14                                  | 29/11/2003 | 1     | 1:08  | Victoriaville, Quebec           |                                                |
| Vitória | 3–0    | Yan Pellerin       | Decisão (unânime)                     | TKO 13                                  | 06/09/2003 | 3     | 5:00  | Montreal, Quebec                |                                                |
| Vitória | 2–0    | Glenn Murdoch      | Nocaute Técnico (socos)               | UPG 9                                   | 22/03/2003 | 1     | 5:00  | Victoriaville, Quebec           |                                                |
| Vitória | 1–0    | Pascal Gosselin    | Finalização (mata-leão)               | UPG 8                                   | 03/11/2002 | 1     | 1:18  | Victoriaville, Quebec           |                                                |